# Usana Health Sciences
USANA oder Usana Health Sciences (nasdaq|USNA) ist ein US-amerikanisches Unternehmen, welches eine Reihe von Nahrungsergänzungsmitteln und Hautpflegeprodukten herstellt und mittels Netzwerk-Marketing vertreibt.  Die Hauptzahl dieser Produkte wird in den USA hergestellt und in 15 verschiedenen Märkten vertrieben.  Das Unternehmen sponsert zahlreiche Sportverbände, wie zum Beispiel die WTA (Women’s Tennis Association).

## Vergangenheit

### Unternehmen
USANA wurde 1992 von Myron Wentz gegründet und begann mit dem Vertrieb von Nahrungsergänzungsmitteln in den USA.
1996 ging USANA an die Börse. Im Jahr 2005 trat Wentz als Vorstandsvorsitzender zurück und sein Sohn, Dave Wentz, übernahm die Führung.
USANA wird seit dem 17. Juni 1996 an der New York Stock Exchange unter dem Kürzel USNA geführt. Der Jahresumsatz von USANA im Jahr 2007 betrug nach gesetzlicher Rechnungslegungs-Vorschrift US-GAAP US$ 427 Millionen.
Von 2004 bis 2006 war das Unternehmen in der Liste der Forbes “200 Best Small Companies”. Usana Essentials wurden 2011 durch ConsumerLab.com als Teil eines Testberichts zu Multivitamin- und Multimineralpräparaten getestet. Im Test waren 38 der in den USA und Kanada führenden Multivitamin- und Multimineralpräparate.

### Internationale Märkte
| Jahr der Erschließung | Markt          |  | Jahr der Erschließung | Markt       |
| --------------------- | -------------- |  | --------------------- | ----------- |
| 1992                  | USA            |  | 2000                  | Japan       |
| 1996                  | Kanada         |  | 2002                  | Taiwan      |
| 1997                  | Karibik        |  | 2003                  | Südkorea    |
| 1998                  | Großbritannien |  | 2003                  | Singapur    |
| 1998                  | Australien     |  | 2004                  | Mexiko      |
| 1998                  | Neuseeland     |  | 2007                  | Malaysia    |
| 1999                  | Niederlande    |  | 2008                  | Philippinen |
| 1999                  | Hongkong       |  |                       |             |